# Totally Accurate Battlegrounds
Totally Accurate Battlegrounds (TABG) ist ein Mehrspieler-Battle-Royale-Videospiel, das vom schwedischen Studio Landfall entwickelt wurde. Das am 6. Juni 2018 als Spin-off seines Vorgängers Totally Accurate Battle Simulator erschienene Spiel ist eine Satire des Battle-Royal-Genres, mit einem starken Schwerpunkt auf übertriebener Spieler- und Waffenphysik.

## Gameplay
Das Spiel funktioniert ähnlich wie bei anderen Spielen im Genre Battle Royal, bei denen die Spieler einen schrumpfenden Sicherheitsbereich durchqueren müssen, indem sie Ausrüstung und Waffen sammeln, um Gegner zu bekämpfen und zu eliminieren, und darauf abzielen, der letzte verbleibende Spieler zu sein. Das Spiel unterscheidet sich jedoch durch eine Physik-Engine, die übertriebene Charakterbewegungen beim Bewegen oder Verwenden von Waffen erzeugt (einschließlich starkem Strecken von Gliedmaßen und übertriebenem Rückschlag bei der Verwendung von Waffen), die Möglichkeit Akimbowaffen zu tragen sowie Plattformen mit fließender Lava, die im letzten Kampfkreis aus dem Boden auftauchen.

## Veröffentlichung
Totally Accurate Battlegrounds sollte ursprünglich als Aprilscherz veröffentlicht werden und diente als Spin-off des vorherigen Spiels Totally Accurate Battle Simulator. Die Veröffentlichung wurde jedoch auf den 5. Juni 2018 verschoben, um Serverprobleme mit dem Spiel zu beheben. Landfall erklärte, dass das Spiel für 100 Stunden nach seiner Veröffentlichung auf Steam kostenlos verfügbar sei, danach koste es 5 US-Dollar.
Am 8. November 2018 hat Landfall angekündigt, dass sie ein neues Update veröffentlichen werden, mit dem das Spiel kostenlos gespielt werden kann. Aber am 6. Februar 2019 gaben sie bekannt, dass sich das Update verzögern wird, weil sie an Totally Accurate Battle Simulator arbeiten wollen.

## Rezeption
Kotaku meinte, dass Totally Accurate Battlegrounds sowohl eine Satire als auch eine Hommage an das Genre sei und beschrieb das durchschnittliche Spiel als Beginn mit „verrückten Anstürmen von verrückten, Wellenarm-fuchtelnden Spielern, die um Waffen kämpfen oder sich einfach nur zu Tode schlagen“, und dass es ihm mit seinen „willkürlichen“ Kämpfen gelingt, jede Begegnung überraschend und hoch riskant erscheinen zu lassen. Rock, Paper, Shotgun bemerkte, dass das Spiel, auch wenn die „verrückte Physik“ ein „ausgedienter Witz“ war, mehrere einzigartige Funktionen gegenüber anderen Spielen des Genres bot, darunter Akimbowaffen, eine schnell konstruierbare Wand, die eher als Barriere für den sicheren Bereich als als ein übergreifender „Sturm“ diente, und nicht von Mikrotransaktionen abhängig war, um Spielerskins zu erhalten. Es wurde jedoch festgestellt, dass die Matchmakingzeiten für Spiele aufgrund der geringeren Spieleranzahl im Vergleich zu Fortnite und 
PlayerUnknown’s Battlegrounds lange dauerten. Im August 2018 war das Spiel mit über 27.000 Spielern das 18. beliebteste Spiel auf Steam.